# Ravenwood (Missouri)
Ravenwood è una città degli Stati Uniti d'America, nella contea di Nodaway, nello Stato del Missouri.

## Geografia fisica
Secondo lo United States Census Bureau, la città ha una superficie totale di 0,70 km².